# Efferia truncata
Efferia truncata är en tvåvingeart som först beskrevs av James Stewart Hine 1911.  Efferia truncata ingår i släktet Efferia och familjen rovflugor. Inga underarter finns listade i Catalogue of Life.